# Dictyna tyshchenkoi
Dictyna tyshchenkoi là một loài nhện trong họ Dictynidae.
Loài này thuộc chi Dictyna. Dictyna tyshchenkoi được Yuri M. Marusik miêu tả năm 1988.